# El internado: Las Cumbres
El internado: Las Cumbres es una serie española de televisión por internet del género misterio y terror. Se trata de una serie original de Amazon Prime Video, reinicio de la serie de televisión de Antena 3, El internado. Está producida por Globomedia, The Mediapro Studio y Atresmedia Studios. Se emitió entre 2021 y 2023 y consta de 22 capítulos divididos en tres temporadas.
La serie debutó el 19 de febrero de 2021 en Amazon Prime Video. Antes de su estreno, en enero de 2021, se confirmó la renovación de la serie para una segunda temporada, la cual se estrenó el 1 de abril de 2022. El 6 de abril de 2022 se renovó la serie para una tercera y última temporada, concluyendo el 7 de abril de 2023.

## Sinopsis

### Primera temporada
En Las Cumbres, un colegio ubicado junto a un antiguo monasterio en un lugar inaccesible entre las montañas, los alumnos son chicos problemáticos y rebeldes que vivirán bajo la estricta y severa disciplina que impone el centro para reinsertarlos a la sociedad. El bosque circundante alberga antiguas leyendas, amenazas que siguen vigentes y que les sumergirán en aventuras trepidantes y terroríficas. Tras un intento fallido de fuga de El Internado, Manuel Villar desaparece en el bosque a manos de un misterioso hombre con máscara de cuervo. Pol, Amaia y sus amigos no dejan de buscarlo ni un minuto. En su aventura descubren que la antigua logia que habitaba en el bosque, el Nido del Cuervo, sigue cometiendo crímenes y que el Internado es algo más que un colegio.

### Segunda temporada
La dirección de El Internado hace uso de unas restricciones mucho más férreas a las que gobernaban antes del motín originado por el fallecido Elías y los alumnos. A esto se le suma el asesinato de Rita, cuyas semejanzas con crímenes previos hacen pensar que un asesino en serie está rondando las inmediaciones del colegio, por lo que todos podrían estar en peligro. Adèle, quien logró escapar del cautiverio gracias a la ayuda de Manuel, será clave para intentar rescatar al alumno con vida con la ayuda de Amaia, Pol y Paz, que no van a descansar hasta salvar a su amigo de aquellos que pretenden experimentar con alumnos. Por otro lado, Inés, ha comenzado a recordar hechos de su pasado.

### Tercera temporada
Han pasado tres meses de la trágica muerte de Paz. Amaia sigue convencida de que algunos misterios que alberga el Internado todavía no se han resuelto. Decidida a llegar hasta el final, pone a Zoe en su punto de mira. Esta nueva alumna, recién llegada de una residencia de acogida de la que ha sido expulsada, conecta desde el primer momento con el resto del grupo. Pronto su amistad se pondrá a prueba, cuando sus nuevos compañeros se ven envueltos en una serie de desapariciones y crímenes. Por su parte, Alicia, Inés y León se enfrentan a una carrera contrarreloj para intentar huir de la muerte.

## Rodaje
La localización principal de El Internado, fue rodado en el Monasterio de Santa María la Real de Irache, en el municipio español de Ayegui, Navarra. Otros escenarios del rodaje fueron el Palacio del Infantado de Lazcano, El Fuerte de Nuestra Señora de Guadalupe en Fuenterrabía, la iglesia de San Esteban de Oyarzun, el bosque de Artikutza y el Palacio de Miramar de San Sebastián, País Vasco.

## Reparto

### Principales
- Asia Ortega como Amaia Torres (temporada 1-2; colaboración especial temporada 3), alumna conflictiva. Intenta escaparse de El Internado con él, Paul y Adéle la noche que Manuel desaparece. Amaia moverá cielo y tierra para encontrar a Manu con la ayuda del resto y en especial la de Paul con quien comenzara a confundirse sentimentalmente. En la temporada 3 no se perdona la muerte de Paz y sigue investigando El nido del cuervo, pero es secuestrada y encontrarla con vida será la misión.
- Albert Salazar como Paul Uribe Brun, alumno y hermano mayor de Adéle. Es el mejor amigo de Manuel, con el que se iba a escapar, junto a Amaia y su hermana, el día de su desaparición.
- Ramiro Blas como Darío Mendoza (temporada 1-2), dueño de El Internado  y padre de Inés. Tiene una relación secreta con Mara y le esconde varios secretos a su hija. En la temporada 3 se menciona que Darío escapó a Buenos Aires tras la muerte de Paz y Pelayo, allí poco después le revelan a Mara que Darío fue encontrado ahorcado en su casa.
- Joel Bosqued como Álvaro León, profesor de música con un pasado que le une a Inés.
- Alberto Amarilla como Elías (temporada 1), profesor de latín y monje. Siente atracción por Elvira, con la que intentará resolver varios de los misterios de El Internado. Al final de temporada Elías planea exponer los secretos de Mara y los experimentos  con los alumnos, pero Mara lo empuja desde el acantilado y muere.
- Mina El Hammani como Elvira, profesora de ciencias con interés por las plantas y los fármacos, además de por Elías. Va al internado por una beca para su tesis doctoral. En la temporada 3 obsesionada con los descubrimientos de los libros, Elvira se revela como amante de Marcel y traiciona a Leon con tal de obtener la fórmula de la juventud eterna la cual prueba en sí misma, generándole la muerte.
- Claudia Riera como Inés Mendoza Vázquez/Alicia Bernal, alumna misteriosa e hija de Darío. Tiene amnesia desde un accidente un año antes de los acontecimientos en el internado. Sabe tocar el piano y tiene una relación especial con León.
- Carlos Alcaide como Manuel «Manu» Villar, alumno y amigo de Paul. Es secuestrado el día de que intenta escapar con Amaia, Pol y Adéle de El Internado. En la temporada 2 logra escapar y reaparece en el internado pero percibe la química que Amaia a generado con Paul. En la temporada 3 el vínculo con Paul esta roto hasta que Amaia desaparece y dejarán atrás sus diferencias para encontrarla con ayuda de Zoe, la nueva de cual poco a poco Manu se vincula sentimentalmente.
- Paula del Río como Paz Espinosa (temporada 1-2), alumna y mejor amiga de Amaia. Tiene relaciones con Julio y Eric. Es la tercera niña en ser asesinada a manos de El Verdugo
- Daniela Rubio como Adéle Uribe Brun, alumna y hermana menor de Paul. Quiere irse del internado, por lo que intenta escapar con su hermano, Amaia y Manu el día del secuestro de este último. Más adelante, tiene una unión especial con Rita.
- Daniel Arias como Eric Guerrero (temporada 1-2), alumno y amigo del grupo de Amaia que tiene relaciones con Paz y Julio. En la temporada 3 se menciona que fue trasladado a otro internado debido a los acontecimientos tras la muerte de Paz.
- Gonzalo Díez como Julio Ramírez (temporada 1-2),  alumno y amigo del grupo de Amaia que tiene relaciones con Paz y Eric. En la temporada 3 se menciona que fue trasladado a otro internado debido a los acontecimientos tras la muerte de Paz.
- Natalia Dicenta como Mara Pellicer, directora severa del internado que muestra una actitud fría ante sus alumnos. Tiene un idilio con Darío.
- Lucas Velasco como Mario Salazar (temporada 3; recurrente temporada 1-2), profesor de educación física que es muy estricto con las normas y  mantiene una relación con Luis. En la temporada 3 tras el despido de Luis, se una a la policía y trabaja como informante secreto sobre los experimentos que se realizan con los alumnos y finalmente logra que el internado cierre sus puertas.
- Lydia Pavón como Zoe Cruz (temporada 3), la nueva estudiante que llega al internado y es la última persona en ver con vida a Amaia, rápidamente se vincula con Pol y Manuel, del cual se enamora, y deberá ayudaros a encontrar a Amaia y a su vez descubrirá su vínculo con el internado.

### Secundarios
- Kándido Uranga como Arturo Lago, abad del monasterio y director emérito.
- Patxi Santamaría como Pelayo Ledesma (temporada 1-2), profesor del internado y tío de Yolanda, la chica que murió años atrás.
- Joseba Usabiaga como Luis (temporada 1-2; cameo temporada 3), trabajador del internado, hermano de Celia y amante de Mario.
- Amaia Lizarralde como Celia (temporada 1-2), gobernanta del centro y madre de Alba.
- Iñake Irastorza como Virginia (temporada 1-2), madre de Celia y Luis, muy creyente de las leyendas del lugar.
- Aitor Beltrán como Francisco "Fran" Pastor, doctor del internado.
- Francisca Aronsson como Rita Ramírez (Temporada 1), alumna del internado e interés romántico de Adèle. Es la segunda niña en ser asesinada a manos de El Verdugo
- Sara Balerdi como Alba González (Temporada 1), hija de Celia. Es la primera niña en ser asesinada tras el regreso de El Verdugo
- Asier Hernández como Agente Cavilla, agente de la guardia civil, compañero de Cruz.
- Clara Galle como Eva Merino (Temporada 2), una alumna del internado que se hace amiga de Adèle y que tiene problemas de drogadicción. En la temporada 3 se menciona que ingresada a un centro de rehabilitación.
- Irene Anula como Patricia Brun (Temporada 2-3), madre de Paul y Adèle y exalumna del internado. Se encuentra en la cárcel por asesinar a quince personas.
- Alberto Berzal como Salvador (Temporada 2-3), un monje del Monasterio que se acerca a Mara para ayudarla a superar la muerte de Elías y que comienza a dar clases de latín en el internado.[7]
- Annick Weerts como Nicole (Temporada 2-3), tía política de Paul y Adèle, mujer de Marcel.
- Nicolas Cazalé como Marcel Uribe (Temporada 2-3), tío de Paul y Adèle que tiene intereses oscuros con sus sobrinos.
- Nagore Aranburu como Sofía (Temporada 3)
- Mia Lardner como Martina  (Temporada 3)
- Zigor Bilbao como Ismael (Temporada 3)

### Invitados
- Blanca Suárez como Julia Medina[8]
- Yon González como Iván Noiret[8]
- Sandra Sabatés como Periodista
- Mon Ceballos como Sargento Cruz
- Ethan Cajigas como Eduardo González Camiña «El Tripi»
- Aida Domènech «Dulceida» como Bibliotecaria[9]
- Ainhoa Larrañaga como Yolanda Pascual Ledesma
- Lara Blanchard como Enfermera[10]

## Episodios
| Temporada | Temporada | Episodios | Episodios | Lanzamiento original  | Lanzamiento original  |
| --------- | --------- | --------- | --------- | --------------------- | --------------------- |
|           | 1         | 8         | 8         | 19 de febrero de 2021 | 19 de febrero de 2021 |
|           | 2         | 8         | 8         | 1 de abril de 2022    | 1 de abril de 2022    |
|           | 3         | 6         | 6         | 7 de abril de 2023    | 7 de abril de 2023    |

### Primera temporada (2021)
| N.º en serie | N.º en temp. | Título       | Dirigido por   | Escrito por                                                                                                 | Fecha de lanzamiento original |
| ------------ | ------------ | ------------ | -------------- | --- | ----------------------------- |
| 1            | 1            | «Episodio 1» | Jesús Rodrigo  | Argumento: Asier Andueza y Laura Belloso Guion: Laura Belloso                                               | 19 de febrero de 2021         |
| 2            | 2            | «Episodio 2» | Jesús Rodrigo  | Argumento: Asier Andueza, Sara Belloso y Laura Belloso Guion: Asier Andueza y Laura Belloso                 | 19 de febrero de 2021         |
| 3            | 3            | «Episodio 3» | Carles Torrens | Argumento: Verónica Marzá, Asier Andueza, Sara Belloso y Laura Belloso Guion: Sara Belloso                  | 19 de febrero de 2021         |
| 4            | 4            | «Episodio 4» | Denis Rovira   | Argumento: Sara Belloso, Abraham Sastre, Asier Andueza y Laura Belloso Guion: Asier Andueza y Laura Belloso | 19 de febrero de 2021         |
| 5            | 5            | «Episodio 5» | Denis Rovira   | Abraham Sastre, Sara Belloso, Asier Andueza y Laura Belloso                                                 | 19 de febrero de 2021         |
| 6            | 6            | «Episodio 6» | Carles Torrens | Argumento: Laura Belloso, Asier Andueza, Abraham Sastre y Sara Belloso Guion: Abraham Sastre y Sara Belloso | 19 de febrero de 2021         |
| 7            | 7            | «Episodio 7» | Denis Rovira   | Argumento: Abraham Sastre, Sara Belloso, Asier Andueza y Laura Belloso Guion: Laura Belloso y Asier Andueza | 19 de febrero de 2021         |
| 8            | 8            | «Episodio 8» | Carles Torrens | Argumento: Abraham Sastre, Sara Belloso, Asier Andueza y Laura Belloso Guion: Laura Belloso y Asier Andueza | 19 de febrero de 2021         |

### Segunda temporada (2022)
| N.º en serie | N.º en temp. | Título        | Dirigido por | Escrito por | Fecha de lanzamiento original |
| ------------ | ------------ | ------------- | ------------ | --- | ----------------------------- |
| 9            | 1            | «Episodio 9»  | Denis Rovira | Laura Belloso, Asier Andueza y Sara Belloso                                                                                      | 1 de abril de 2022            |
| 10           | 2            | «Episodio 10» | Denis Rovira | Sara Belloso, Asier Andueza y Laura Belloso                                                                                      | 1 de abril de 2022            |
| 11           | 3            | «Episodio 11» | Mikel Rueda  | Sara Belloso, Arantxa Cuesta y Laura Belloso                                                                                     | 1 de abril de 2022            |
| 12           | 4            | «Episodio 12» | Mikel Rueda  | Asier Andueza, Sara Belloso, Eva Mir y Laura Belloso                                                                             | 1 de abril de 2022            |
| 13           | 5            | «Episodio 13» | Denis Rovira | Argumento: Laura Belloso, Eva Mir, Sara Belloso, Asier Andueza y Jesús Mesas Silva Guión: Sara Belloso y Jesús Mesas Silva       | 1 de abril de 2022            |
| 14           | 6            | «Episodio 14» | Mikel Rueda  | Argumento: Sara Belloso, Eva Mir, Asier Andueza, Jesús Mesas Silva y Laura Belloso Guión: Asier Andueza y Eva Mir                | 1 de abril de 2022            |
| 15           | 7            | «Episodio 15» | Denis Rovira | Argumento: Sara Belloso, Jesús Mesas Silva, Asier Andueza, Eva Mir y Laura Belloso Guión: Sara Belloso y Jesús Mesas Silva       | 1 de abril de 2022            |
| 16           | 8            | «Episodio 16» | Mikel Rueda  | Argumento: Asier Andueza, Eva Mir, Jesús Mesas Silva, Sara Belloso y Laura Belloso Guión: Asier Andueza, Eva Mir y Laura Belloso | 1 de abril de 2022            |

### Tercera temporada (2023)
| N.º en serie | N.º en temp. | Título        | Dirigido por   | Escrito por | Fecha de lanzamiento original |
| ------------ | ------------ | ------------- | -------------- | --- | ----------------------------- |
| 17           | 1            | «Episodio 17» | Alexandra Graf | Argumento: Asier Andueza, Sara Belloso, Eva Mir, Guillermo Cisneros y Laura Belloso Guión: Laura Belloso, Asier Andueza y Eva Mir | 7 de abril de 2023            |
| 18           | 2            | «Episodio 18» | Oriol Ferrer   | Argumento: Sara Belloso, Guillermo Cisneros, Asier Andueza, Eva Mir y Laura Belloso Guión: Sara Belloso y Guillermo Cisneros      | 7 de abril de 2023            |
| 19           | 3            | «Episodio 19» | Alexandra Graf | Argumento: Sara Belloso, Guillermo Cisneros, Asier Andueza, Eva Mir y Laura Belloso Guión: Laura Belloso, Asier Andueza y Eva Mir | 7 de abril de 2023            |
| 20           | 4            | «Episodio 20» | Oriol Ferrer   | Argumento: Sara Belloso, Guillermo Cisneros, Asier Andueza, Eva Mir y Laura Belloso Guión: Sara Belloso y Guillermo Cisneros      | 7 de abril de 2023            |
| 21           | 5            | «Episodio 21» | Laura Belloso  | Asier Andueza, Eva Mir y Laura Belloso                                                                                            | 7 de abril de 2023            |
| 22           | 6            | «Episodio 22» | Oriol Ferrer   | Laura Belloso, Guillermo Cisneros y Sara Belloso                                                                                  | 7 de abril de 2023            |

## Producción
En diciembre de 2019, se anunció el reboot de la serie El internado: Laguna Negra, emitida en Antena 3 entre 2007 y 2010. y dirigida por Juan Carlos Cueto , En enero de 2020, se anunciaron los primeros actores de la serie confirmados: Asia Ortega, Albert Salazar y Daniel Arias (actores adolescentes); junto a Natalia Dicenta y Ramiro Blas (como el elenco adulto).
Para la segunda temporada, Irene Anula y Alberto Berzal encabezan los fichajes, junto a Annick Weerts, Nicolas Cazalé y Clara Galle. Además, Asier Hernández, quien interpretó al agente Cavilla durante los episodios 7 y 8 de la primera temporada, también formará parte de esta segunda tanda, para tratar de descubrir qué está ocurriendo realmente en los aledaños del centro escolar.

## Premios
| Premio                       | Categoría             | Receptor(es)              | Resultado |
| ---------------------------- | --------------------- | ------------------------- | --------- |
| MTV Millennial Awards (2021) | Killer serie          | El internado: Las Cumbres | Nominada  |
| Premios PRODU (2021)         | Mejor serie dramática | El internado: Las Cumbres | Finalista |